# Minami-ku (Hiroshima)
Minami (南区 Minami-ku?) es un barrio de la ciudad de Hiroshima, en la prefectura de Hiroshima, Japón. En junio de 2019 tenía una población estimada de 144.192 habitantes y una densidad de población de 5.449 personas por km². Su área total es de 26,46 km².

## Economía
Está situado al este de Naka-ku (中区 Naka-ku), el barrio central económico de la ciudad, por lo cual en la parte oeste del Minami-ku también se encuentran unas zonas comerciales, como Minami-machi (皆実町), Hijiyama (比治山) y Dambara (段原). El año 2013 empezó la reurbanización de las áreas adyacentes de la estación de Hiroshima (広島駅 Hiroshima Eki), que se ubica en Matsubara-cho (松原町), en el norte del barrio, y la renovación de la misma estación acabará en 2025. En el sur de Minami-ku, concretamente en la zona de Ujina (宇品), están unas secciones de las fábricas de Mazda, fabricante de automóviles y el negocio representativo de la ciudad.

## Transportes
Dentro de Minami-ku están dos puntos tráficos importantes de la ciudad: la estación de Hiroshima y el puerto de Hiroshima (広島港 Hiroshima Kō). Estos dos puntos están conectados por la línea 5 del Hiroshima Electric Railway, la tranvía conocida por su abreviación "Hiroden (広電)".

## Demografía
Según los datos del censo japonés, esta es la población de Minami en los últimos años.
| Año del censo | Población |
| ------------- | --------- |
| 1995          | 138.208   |
| 2000          | 135.467   |
| 2005          | 137.874   |
| 2010          | 138.190   |
| 2015          | 142.728   |
| 2020          | 145.889   |